# Mboppi (cours d'eau)
Pour les articles homonymes, voir Mboppi.
Le Mboppi, aussi orthographié Mbopi, est un des 9 principaux cours d'eau traversant la ville de Douala au Cameroun. Il se jette dans le Wouri au niveau du port du chantier naval de Douala. Il est l'un des 9 bassins versants des rivières dans Douala. 

## Description
Le Mboppi enregistre des débordements d'eau lors des grandes pluies. Il fait partie des 9 bassins versants de la ville et se jette dans le Wouri, au niveau du chantier naval,.
Il constitue la limite est du quartier Akwa, dans Douala Ier et sépare celui-ci de Deido. Il traverse les quartiers Camp Yabassi, Nkomondo et Nkoulouloum. Il longe la gare de Bessengue, venant du quartier appelé camp Yabassi. Il longe le commissariat du quatrième à l'Est, et, passant sous un pont de la route reliant les ronds-points quatrième  et Deïdo, il continue au bord du marché Sandaga et se verse sur le Wouri au niveau du chantier naval de Douala. 

## Géographie
Il sépare l’arrondissement de Douala Ier à l’Est de Douala IIIe,,.
Il draine les eaux du plateau Akwa.
Le Mboppi est un point de déversement des ordures.

## Hydrométrie
| Fleuve                         | Bassin versant (longueur et superficie) | Caractéristiques générales | Observations sur les drains                                 |
| Rive gauche du Wouri           |                                         | |                                                             |
|                                | Tongo-bassa 10 km 4200 ha               | déviations imposées au drainage naturel provoquant des inondations (exemple au carrefour BP de la Cité SIC) |                                                             |
| Wouri Rive gauche              | Mbanya 4,8 km 464 ha                    | Pente moyenne : 0,3 % Influence de la marée, présence de zones marécageuses, réseau primaire très long, réseau secondaire court, présence d’habitations dans le drainage majeur                                                                                       |                                                             |
| Wouri Rive gauche              | Mboppi 4,1 km 536 ha                    | Pentes : 0,3 à 0,8 % Influence de la marée, encombrement par détritus et végétation localement, drains obsolètes, présence d’habitations dans le lit majeur. |                                                             |
|                                | Bessèkè 2,6 km 404 ha                   | Pentes : 0,25 à 0,5 % Influence de la marée, présence de canaux bétonnés sur la quasi-totalité des drains Bésséké et Bessoussoukou. État de fonctionnement satisfaisant des drains primaires et secondaires. Manque d’entretien des réseaux secondaires et tertiaires |                                                             |
| Wouri par la crique du docteur | Bobongo 8,4 km 650 ha                   | Pentes faibles < 0,2 %. Réduction des sections débitrices des drains et des ouvrages de franchissement de l’amont vers l’aval Encombrement par détritus et la végétation.                                                                                             | Présence d’habitations dans le lit majeur                   |
| Wouri par la crique du docteur | Ngoua 7,4 km 782 ha                     | Pentes : 0,2 à 2 % Encombrement par détritus et végétation Influence de la marée | Drains obsolètes. Présence d’habitations dans le lit majeur |
| Dibamba                        | Kambo 10,3 km 1913 ha                   | Pentes : 0,2 à 2 % Bassin versant en cours d’urbanisation Présence de zones marécageuses Influence de la marée | Présence d’habitations dans le lit majeur                   |
| Rive droite du Wouri           |                                         | |                                                             |
| Wouri rive droite              | Epolo et Bonne course 5,6 km 177 ha     | Pentes très faibles : 0,1 % Encombrement de la végétation Influence de la marée | Présence d’habitations dans le lit majeur                   |

Source : Adapté d’après CUD,  Novembre 2008